# Runa Capital
Basée à Palo Alto (Californie, États-Unis), Runa Capital est une société d’ampleur internationale experte en capital-risque. Elle investit tant dans des techniques de pointe (intelligence artificielle, apprentissage automatique, intergiciel, logiciel libre, etc.) que dans des logiciels de gestion d’entreprises dans le cloud, de fintech, d'édutech mais aussi dans des jeunes start-ups spécialisées en santé numérique. En 2010-2022, Runa Capital a collecté 3 fonds et a investi dans plus de 100 sociétés en Europe et en Amérique du Nord, notamment Nginx, MariaDB, Zopa, Brainly, drchrono, Smava et Mambu.

## L'histoire

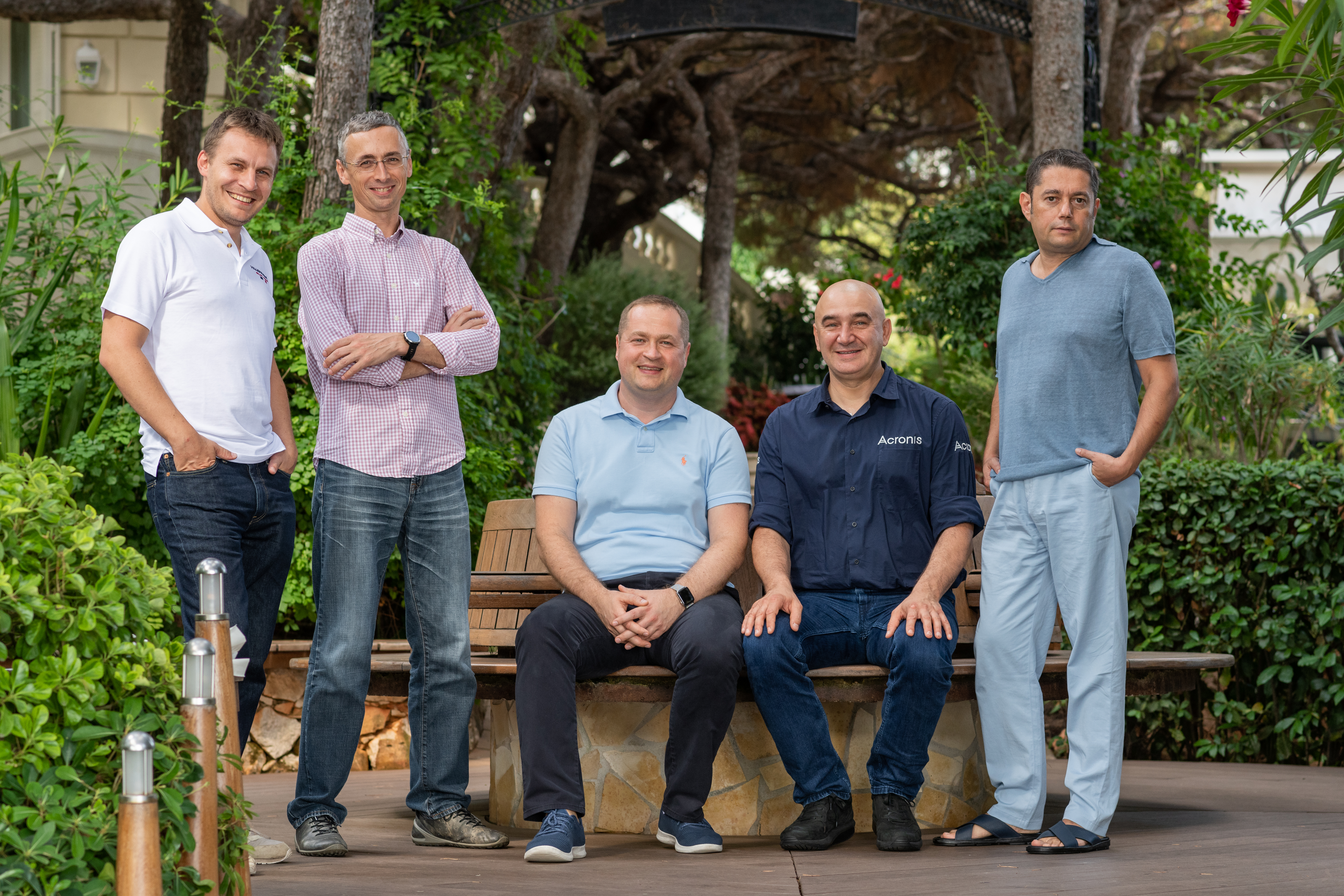
Partenaires de Runa Capital (de gauche à droite) : Dmitry Galperin, Dmitry Chikhachev, Andre Bliznyuk, Serg Bell, Ilya Zubarev

Runa Capital a été fondée, d’une part, par les fondateurs des sociétés Acronis et Parallels Serg Bell et Ilya Zubarev, des entrepreneurs en technologie, et, d’autre part, par Dmitry Chikhachev, leur ami de promotion de l'Institut de physique et de technologie de Moscou (MFTI). L'idée de créer une société de capital-risque a commencé à prendre forme en 2009. L’incorporation officielle a eu lieu en 2010. Pour le recueil du premier fond, les partenaires ont placé leurs propres capitaux. Par la suite, ils ont collecté des fonds auprès des amis et des investisseurs internationaux, notamment Achim Weiss et Andreas Gauger, fondateurs du 1&1 hébergeur internet allemand, ainsi que Edward Nicholson, l’ancien PDG de Brunswick-UBS Russie,. En 2011, Andre Brilnyuk de Goldman Sachs, l’ancien responsable du groupe des marchés des capitaux propres (Russie/CEI), a rejoint Runa Capital en tant que partenaire d'investissement,,. En juillet 2019, la société a collecté le total de US$ 340 mln pour les trois fonds.

## Fonds
- Runa Capital I. En 2010, Runa Capital a initié le recueil du premier fonds éponyme. En 2012, le fonds a atteint sa taille finale de US$ 135 mln et était axé sur les investissements en seed au stade de la série B[10]. Dans un premier temps, destiné aux jeunes start-ups localisées en Russie et orientées vers l’international, le fonds a servi d’instrument de financement dans les domaines de cloud-computing, d'apprentissage automatique, de virtualisation, d’applications mobiles et Internet. Avec le temps, les partenaires ont pris la décision d’élargir la zone d'investissement jusqu’en Europe et aux États-Unis[11],[1],[9].
- Runa Capital II. En 2014, le deuxième fonds éponyme a été lancé. En 2016, il a atteint US$ 135 mln avec d'importants engagements de la part des bailleurs du premier fonds[1]. Le deuxième fonds a visé à séries A et B[11],[12]. En 2015, un nouveau bureau de la société a été ouvert en Californie[13].
- Runa Capital III. En 2019, Runa Capital a lancé la collecte du troisième fonds éponyme ayant recueilli les premiers US$ 70 mln en juillet L’objectif butoir est US$ 135 mln. Le troisième fonds suit la stratégie du deuxième fonds en mettant davantage l'accent sur les start-ups de deeptech[1],[3].

## Investissements
Runa Capital  investit entre US$ 1 et 10 mln, principalement dans les séries A. En 2010-2019, elle a investi dans plus de 60 entreprises réparties à parts égales entre l'Amérique du Nord et l'Europe. Notamment en France, Runa Capital a investi dans 7 entreprises : Capptain (acquise par Microsoft), Keymetrics, Yoopies, Tellmeplus, Simplifield, Critizr et Admo,.
| Société       | Description                                                 | Siège                   | Investie | Acquise | Acquéreur                 |
| ------------- | ----------------------------------------------------------- | ----------------------- | -------- | ------- | ------------------------- |
| Nginx         | Source ouverte (web serveur)                                | San Francisco           | 2011     | 2019    | F5                        |
| Metabar       | Recommandations en plugiciel                                | Moscou                  | 2011     | 2014    | Yandex                    |
| ThinkGrid     | Plateforme de cloud-computing                               | Londres                 | 2012     | 2012    | COLT Technology Services) |
| Capptain      | Analyse mobile                                              | Paris                   | 2012     | 2014    | Microsoft                 |
| StopTheHacker | Anti-malware                                                | Burlingame, CA          | 2012     | 2014    | Cloudflare                |
| Acumatica     | ERP cloud                                                   | Bellevue, WA            | 2013     | 2019    | EQT Partners              |
| Zopa          | Prêt entre particuliers                                     | Londres                 | 2013     | —       | —                         |
| Rocketbank    | Application Services bancaires mobiles                      | Moscou                  | 2013     | 2016    | Otkritie FC Bank          |
| BackupAgent   | Cloud-services associés                                     | Delft                   | 2013     | 2014    | Acronis                   |
| Brainly       | Réseau Apprentissage Social                                 | Cracovie                | 2014     | —       | —                         |
| SchoolMint    | Service Inscription pour des écoles aux USA                 | San Francisco           | 2014     | 2017    | Hero K12                  |
| MariaDB       | Système de gestion de base de données relationnelles        | Espoo; Redwood City, CA | 2015     | —       | —                         |
| Critizr       | Plateforme Expérience en gestion pour le commerce de détail | Paris                   | 2015     | —       | —                         |
| Procurify     | Logiciel d'approvisionnement                                | Vancouver               | 2016     | —       | —                         |
| drchrono      | Plateforme Dossier de santé électronique                    | Mountain View, CA       | 2017     | —       | —                         |
| Smava         | Portail Prêt à la consommation                              | Berlin                  | 2016     | —       | —                         |
| Final         | Start-up Carte de crédit                                    | Oakland, CA             | 2016     | 2018    | Goldman Sachs             |
| Mambu         | Platforme de banking (LTS-logiciel en tant que service)     | Berlin                  | 2019     | —       | —                         |
| Kreditech     | Banque en ligne                                             | Hambourg                | 2019     | —       | —                         |

## Fonds affiliés
Les partenaires de Runa Capital ont participé à la création de plusieurs fonds de capital-risque, dont :
- Quantum Wave (QWave), siégé à Boston, lancé d’un montant de US$ 30 mln, axe sur des sociétés du secteur de la technologie quantique[53] et dont Serg Bell est le partenaire de risque de QWave[54]. Selon TechCrunch, pour Runa Capital, QWave a servi d’une très solide plateforme aussi importante que la « science des matériaux ». Parmi ses investissements notables une start-up de cryptographie quantique suisse ID Quantique, acquise par SK Telecom en 2018[3],[55]
- Phystech Ventures est une société de capital-risque créée en 2013 par plusieurs entrepreneurs en technologie, dont Serg Bell et Dmitry Chikachev, des anciens de MFTI (connu auparavant sous le nom de PhysTech)[56]. En 2019, « Phystech Ventures » et « North Energy Ventures » ont uni leurs portefeuilles afin de créer la société de capital-risque Terra VC[57].